# 천시 (정치인)

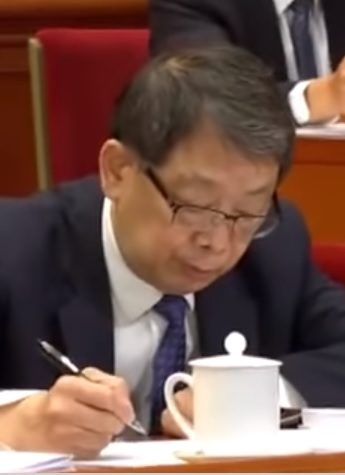

천시(진희, 중국어 간체자: 陈希, 정체자: 陳希, 1953년 9월 ~ )는 중화인민공화국의 정치인이다. 현재 중국공산당 중앙조직부 부장이다. 중앙서기처 서기 겸 중앙당교 교장이다.

## 경력
1979년에 칭화 대학교 화학공학과를 졸업하였고 1982년에 석사 학위를 취득하였다. 1984년 ~ 1985년 칭화 대학교 노동 조합 주임, 대학 스포츠 위원회 주임, 공청단 서기(후진타오계) 등을 역임하였으며, 칭화 대학 공학원의 화학공학과 교수로 재직하였다. 1990년 ~ 1992년 미국의 스탠퍼드 대학교의 특별 초청으로 방문해 연구하였다. 2002년 ~ 2008년 칭화 대학교 당서기에 취임하였고, 2008년 중화인민공화국 교육부 부부장, 2010년 랴오닝성 부서기, 2011년 ~ 2013년 중국 과학기술협회 당서기 등을 역임하였다. 제19기 중공 중앙 조직부장, 중앙서기처 서기 겸 중앙당교 교장, 중국 공산당 중앙정치국 위원(시진핑계)이다.
| 전임 자오러지 | 중국공산당 중앙조직부장 2017년 10월 - 2023년 4월 | 후임 리간제 |